# Гринцер, Николай Павлович
Николай Павлович Гри́нцер (род. 7 марта 1966, Москва) — российский филолог-классик и антиковед. Профессор РАН (2015), член-корреспондент РАН с 28 октября 2016 года по Отделению историко-филологических наук. В прошлом — член Вольного исторического общества.

## Биография
Сын филолога-индолога П. А. Гринцера. Окончил филологический факультет МГУ (1988) и аспирантуру там же. Кандидат филологических наук (1990, диссертация «Теория синтаксиса в становлении античной грамматической традиции»).
В 1989—1994 годах работал в ИСл РАН. В РГГУ с 1992 года, с 1994 заведует кафедрой классической филологии ИВКА РГГУ.
Доктор филологических наук по специальности «Классическая филология» (1999), диссертация «Формирование античной литературной теории» защищена в МГУ. С 2013 года — директор ШАГИ (Школа актуальных гуманитарных исследований) РАНХиГС. Член бюро Российской ассоциации антиковедов, входит в состав редколлегии журналов «Вестник древней истории» и «Вопросы литературы». Член ВАК РФ (с 2019).

## Общественная позиция
В феврале 2022 года подписал открытое письмо российских учёных и научных журналистов с осуждением вторжения России на Украину и призывом вывести российские войска с украинской территории.

## Основные работы
- Становление литературной теории в Древней Греции и Индии. М., 2000 (в соавт. с П. А. Гринцером);
- Гомер. Илиада. Одиссея (предисловие комментарий). М., 2002;
- Античная поэтика // Европейская поэтика от античности до эпохи Просвещения. М., 2010;
- Платоновская этимология и софистическая теория языка // Платоновский сборник. Т. 2. М.; СПб., 2013.